# خلل تنسج ضموري مشوه
خلل تنسج ضموري مشوه هو نوع من التقزم ذو الأطرف القصيرة. هو مرض وراثي ناتج عن اضطراب جيني سائد. لا يتم اكتشاقه عموما حتى عمر من 2-3 سنوات، حيث يكون النمو طبيعي في البداية. وعادة ما يتم الكشف عن خلل تنسج ضموري مشوه أولا من التأخير في الحبو، المشي، أو السير بطريقة غريبة أو متمايلة.
خلل تنسج ضموري مشوه (المعروف أيضا باسم خ ت ض م، وخلل التنسج الكاذب، ومتلازمة خلل التنسج المشاشي الكاذب) هو خلل تنسج عظمي غضروفي يؤدي إلى قصر قامة خطير ويرجع ذلك إلى تثبيط نمو الهيكل العظمي في المقام الأول في الأطراف. على الرغم من التشابه في التسمية قد يسبب الارتباك، يجب عدم الخلط بين خلل تنسج ضموري مشوه والودانة، وهو خلل التنسج العظمي سريريا ووراثيا. تم التعرف على الأليل (الجين) المتسبب في هذا الاضطراب ببلازميدة قليلة القسيمات مصفوفة البروتين ويورث كجين سائد.

## النمط الظاهري
يتميز هذا الاضطراب بقصر قامة ملحوظ. طول القامة المتوسط للذكور البالغين الذين يعانون من هذه الحالة حوالي 120 سم (3 أقدام و11 انش)، في حين أن طول قامة الإناث البالغات هو عادة حوالي 116 سم (3 أقدام و9 إنشات). الأفراد المتضررين لا يكونوا قصيرين بشكل ملحوظ عند الولادة، في حين أن معدل النمو بداية من عمر السنتين يبدأ في السقوط تحت منحنى النمو قياسي. لدى المتضررين من هذا الاضطراب ملامح وجه وحجم رأس وذكاء طبيعي.
تشمل السمات المميزة الأخرى لخلل تنسج ضموري مشوه الأطراف القصيرة، مشية متمايلة وظهور آلام مفاصل مبكرة ناجمة عن التهاب المفاصل، وحركة محدودة في المرفقين والوركين. كما يعاني الأفراد المتضررين من أصابع قصيرة والمفاصل رخوة مع أربطة حرة وتشوه في الساقين (مثل الانحناء). يكشف التصوير الإشعاعي للهياكل العظمية للمرضى الذين يعانون من اضطراب عن نمو غير طبيعي وتطور في العظام الطويلة، تأخر تكوين العظام في كل من العظام الطويلة والعمود الفقري، يؤدي إلى تشوه في الفقرات. قد تتطور حتى إلى انحناءات غير طبيعية في العمود الفقري فب بعض الأفراد (الجنف أو التحدب القطني الزائد) خلال مرحلة الطفولة.

## الوراثة
يتم توريث خلل تنسج ضموري مشوه كجين سائد، وقد تم توثيق حالة واحدة على شكل جين متنحي بشكل نادر جدا. يكون نسل الأفراد المتضررين في خطر بنسبة 50٪ من وراثة الأليل (الجين) المتحول. اختبار ما قبل الولادة متاح عن طريق الفحص الجيني الجزيئي إذا ما تم تحديد الطفرات المسببة للمرض في أحد أعضاء الأسرة المتضررين.

## علم الأحياء الجزيئي
يقع أحد البروتينات المكونة للغضروف (أ ب م غ) على الكروموسوم 19p13.1. مكانه على وجه الدقة هو P49747 ويحتوي على 19 إكسون. مصفوفة بلازميدة الغضروف قليلة قسيمات البروتين هي 757 أأ. تم العثور على (أ ب م غ) في النسيج خارج الخلية، كما تم العثور على شبكة معقدة من البروتينات والجزيئات الأخرى التي تشكل في الفراغات بين الخلايا التي تشكل الأربطة والأوتار بالقرب من الغضروف (الخلايا المكونة للغضروف) تلعب دورا حيويا في تكون العظم (تشكيل العظام)، وخاصة في العمود الفقري والوركين، والأطراف حيث يبدأ تكون العظم مع تشكيل الغضروف، ويتم بعد ذلك تعظمها وتحويلها إلى العظام. نحن لا نفهم حتى الآن الوظيفة الكاملة لهذا البروتين، على الرغم من الاعتقاد أنه يلعب دورا في نمو الخلايا والانقسام واستماتة الخلايا (التدمير الذاتي) من الخلايا، وكذلك المشاركة في تنظيم حركة الخلايا والتعلق.
قد تم تحديد ما يقرب من 60 طفرات في هذا الجين في الأشخاص الذين يعانون من خلل تنسج ضموري مشوه. ومع ذلك، فإن الطفرات المسؤولة عن أليل (جين) الأكثر شيوعا هو حذف كودون واحد ضمن تكرار الثلاثي (GAC) القصير جدا، والذي يتم حذف الأحماض الأمينية 469th، وهو حمض الأسبارتيك.

## التشخيص
أصبح من اللازم إيجاد وسيلة موثوقة لقياس نسبة هذا البروتين في البلازما بسبب انخفاض مستويات (أ ب م غ) في البلازما بشكل كبير في المرضى الذين يعانون من الطفرات، مثل خلل تنسج ضموري مشوه، والاختلالات المشابهة . وقد ثبت أن قياس مستوى هذا البروتين في البلازما طريقة فعالة فعالة لتشخيص خلل تنسج ضموري مشوه.

## الفيزيولوجيا المرضية
(أ ب م غ) هو بروتين الكالسيوم الذي يقع في النسيج خارج الخلية والذي يشترك مباشرة في هجرة الخلية الغضروفية وانتشارها. تم ملاحظة ان هذا البروتين يساهم في تطوير العظام والأوتار في الغضروف في التردد العالي . لا يفرز (أ ب م غ) في حالة خلل تنسج ضموري مشوه، ولكن بدلا من ذلك يتجمع في الخلايا الغضروفية، ويؤدي في النهاية إلى تسممها وقتلها. أدى ذلك إلى انخفاض النمو بشكل ملحوظ على الرغم من تمكن بعض الخلايا الغضروفية من البقاء على قيد الحياة، مما أدى إلى أن تصبح الأطراف قصيرة بشكل ملحوظ ولكن يبدو أن الوجه والجذع لا يتأثروا عند الأشخاص المصابين بهذا الاضطراب. الطفرات في (أ ب م غ) تحدث في النمط المظهري الذي يختلف من خلل تنسج ضموري مشوه (في نهاية الأكثر تطرفا) إلى خلل تكوين نهايات العظام (مماثلة وراثيا، على الرغم من كون النمو الشاذ للهيكل العظمي أخف وطأة).
الدراسات التي قام بإجراها هيتش. تشير إلى أن الكولاجين IX، نشط بشكل خاص في بناء الغضروف، ويلعب دورا رئيسيا في خلل تنسج ضموري مشوه. ووجد الباحثون أن الكولاجين IX يتجمع داخل الخلايا الغضروفية في حالة خلل تنسج ضموري مشوه. ويشير هذا الاكتشاف أن التسبب في خلل تنسج ضموري مشوه ينطوي على تفاعلات (أ ب م غ) المتحور مع مكونات محددة من الغضروف، مثل نوع الكولاجين IX، وأنه لا ينتج فقط نتيجة لإفراز الجزيئات المتحورة من (أ ب م غ).

## العلاج
لا يوجد أي علاج حاليا لخلل تنسج ضموري مشوه. ومع ذلك، التحكم في مختلف المشاكل الصحية التي تنجم عن هذا الاضطراب تشمل الأدوية مثل (المسكنات) لانزعاج المريض، الخزع العظمي لخفض تشوهات أطرافهم، والعلاج الجراحي للجنف. تشمل الوقاية من بعض المشاكل الصحية ذات الصلة العلاج الطبيعي للحفاظ على مرونة المفاصل والفحوص العادية للكشف عن مرض الفصال التنكسية العصبية ومظاهره (خاصة انضغاط الحبل الشوكي). بالإضافة إلى ذلك، يوصي مقدمي الرعاية الصحية بالعلاج النفسي والاجتماعي للقضايا المتعلقة بقصر القامة والتشوهات الجسدية الأخرى للأفراد المتضررين وأسرهم.

## انتشار المرض
خلل تنسج ضموري مشوه هو واحد من خلل التنسج العظمي الأكثر شيوعا الذي يؤثر على جميع المجموعات العرقية. ومع ذلك، لا توجد أرقام دقيقة للإصابات المتواجدة حاليا.

## التاريخ
تم تحديد الجين المسؤول عن خلل تنسج ضموري مشوه في عام 1995 من قِبل فريق البحث بقيادة الدكتورة جاكلين هيشت من جامعة تكساس-هيوستن، مركز العلوم الصحية. هذا الاكتشاف بالإضافة إلى تسليط الضوء على(أ ب م غ)، والذي أدرك الفريق أن هذا البروتين يشترك بطريقة أو بأخرى في نمو الهيكل العظمي وطول القامة.
أجرت الدكتورة جاكلين هيشت وزملاؤها من دائرة الأبحاث في مستشفى شرينرز للأطفال في بورتلاند عام 1997 مزيد من البحوث، مما أدى إلى اكتشافهم أن مصير الخلايا (أ ب م غ) يتم تحديده عن طريق البيئة الغضروفية وحدها، خلافا للفكرة السابقة وقد قرر أن أنشطة (أ ب م غ) مما يؤدي إلى خلل تنسج ضموري مشوه من آثار الهيكلية للطفرة على (أ ب م غ). هذا يعني أن أنشطة (أ ب م غ) محددة.
كما اكتشفت دكتورة هيتش نوع الكولاجين IX المتراكمة داخل الخلايا الغضروفية والذي يؤدي إلى خلل تنسج ضموري مشوه. وأشار هذا الاكتشاف التسبب في نتائج خلل تنسج ضموري مشوه من تفاعلات منتجات أليل (أ ب م غ) متحولة مع بعض "مكونات الغضروف"، وخصوصا مع نوع الكولاجين IX.

## معرض صور

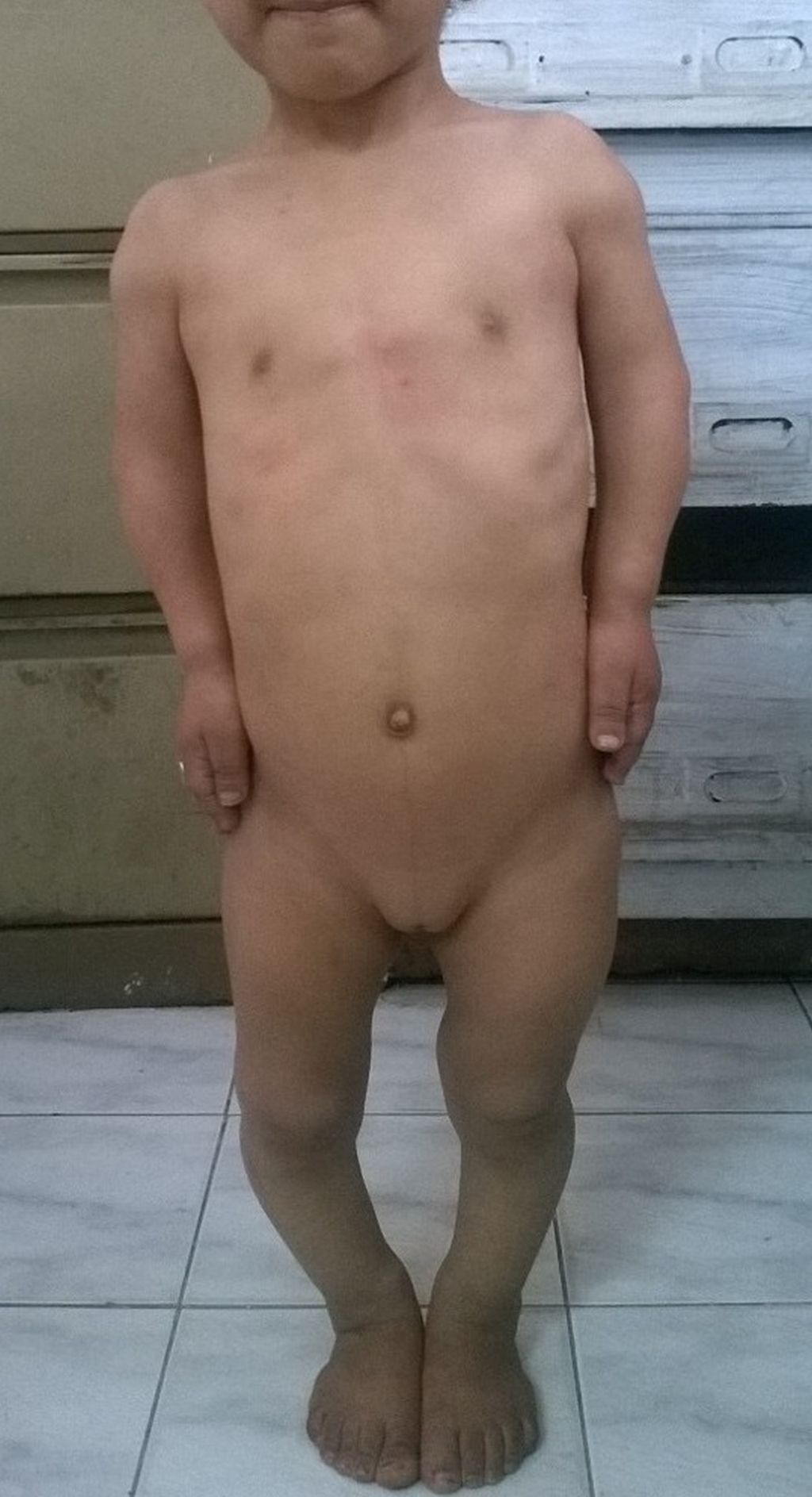
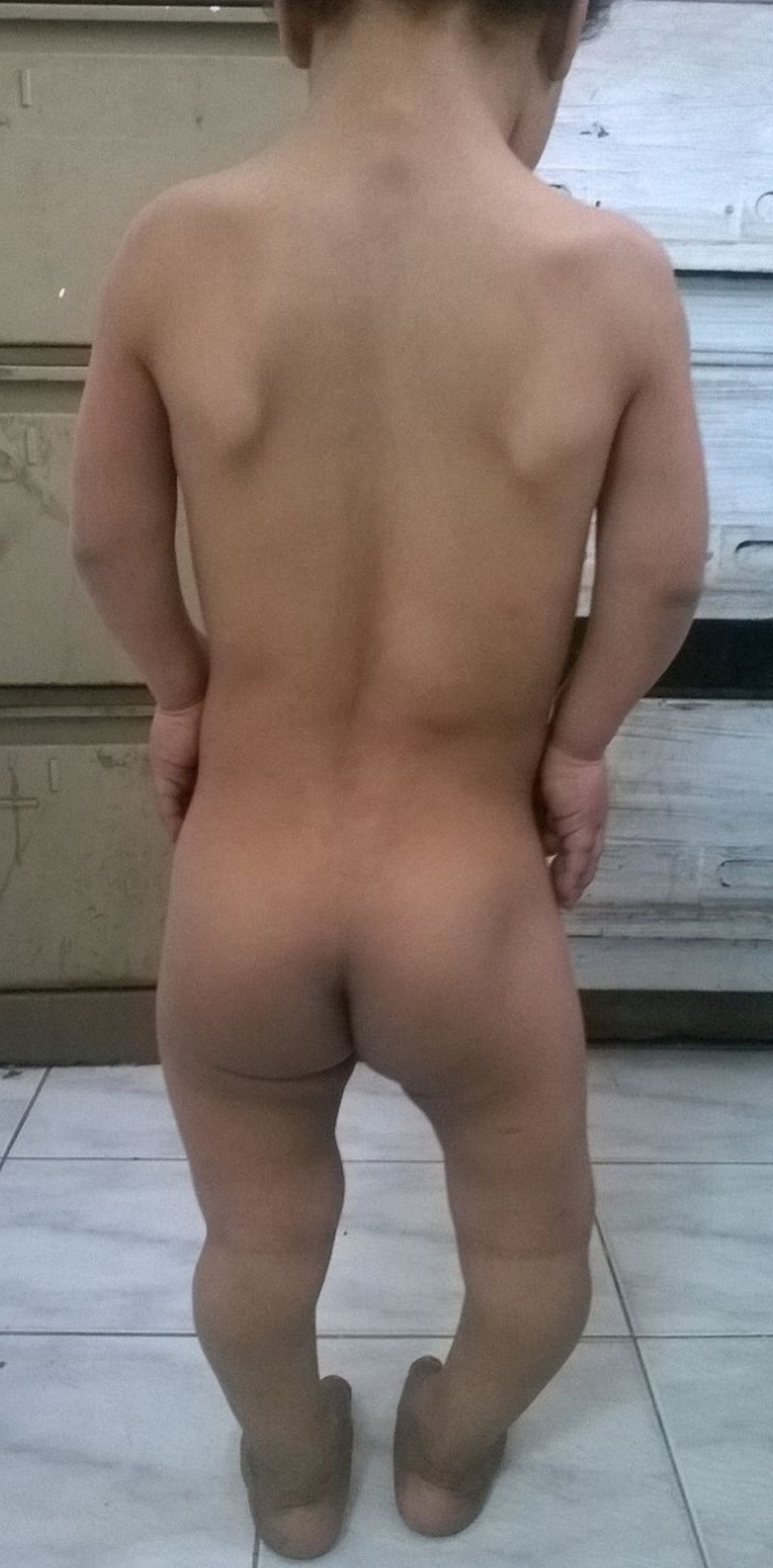
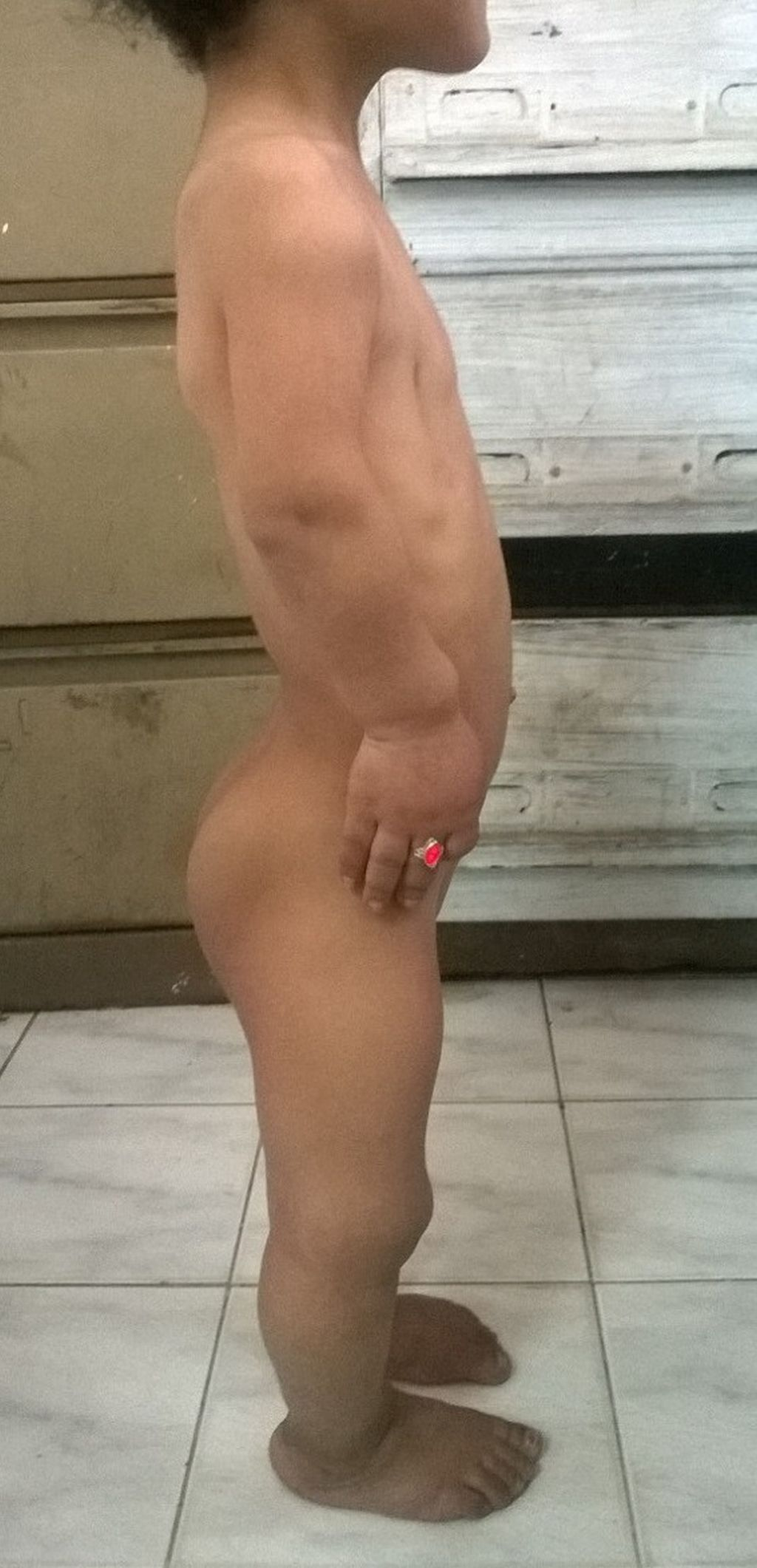